# Olympische Sommerspiele 2016/Teilnehmer (Chinese Taipei)
| Gelbes Symbol für Goldmedaillen mit stilisierten Olympischen Ringen | Graues Symbol für Silbermedaillen mit stilisierten Olympischen Ringen | Braundes Symbol für Bronzemedaillen mit stilisierten Olympischen Ringen |
| ------------------------------------------------------------------- | --------------------------------------------------------------------- | ----------------------------------------------------------------------- |
| 1                                                                   | —                                                                     | 2                                                                       |

Die Republik China nahm unter dem Namen Chinesisch Taipeh an den Olympischen Spielen 2016 in Rio de Janeiro teil. Es war die insgesamt 18. Teilnahme an Olympischen Sommerspielen. Das NOK Zhonghua Aolinpike Weiyuanhui nominierte 57 Athleten in 18 Sportarten.

## Teilnehmer nach Sportarten

### Badminton
| Athleten                    | Wettbewerb | Gruppenphase                                                                           | Gruppenphase                                                    | Gruppenphase | Gruppenphase | Achtelfinale | Achtelfinale       | Viertelfinale | Viertelfinale     | Halbfinale    | Halbfinale    | Finale        | Finale        | Rang          |
| Athleten                    | Wettbewerb | Gegner                                                                                 | Ergebnis                                                        | Punkte       | Rang         | Gegner       | Ergebnis           | Gegner        | Ergebnis          | Gegner        | Ergebnis      | Gegner        | Ergebnis      | Rang          |
| --------------------------- | ---------- | -------------------------------------------------------------------------------------- | --------------------------------------------------------------- | ------------ | ------------ | ------------ | ------------------ | ------------- | ----------------- | ------------- | ------------- | ------------- | ------------- | ------------- |
| Frauen                      |            |                                                                                        |                                                                 |              |              |              |                    |               |                   |               |               |               |               |               |
| Tai Tzu-ying                | Einzel     | Natalja Perminowa Elisabeth Baldauf                                                    | 2:0 (21:12, 21:9) 2:0 (21:11, 21:9)                             | 84:41        | 1            | P. V. Sindhu | 0:2 (13:21, 15:21) | ausgeschieden | ausgeschieden     | ausgeschieden | ausgeschieden | ausgeschieden | ausgeschieden | ausgeschieden |
| Männer                      |            |                                                                                        |                                                                 |              |              |              |                    |               |                   |               |               |               |               |               |
| Chou Tien-chen              | Einzel     | Misha Zilberman Yuhan Tan                                                              | 2:0 (21:9, 21:11) 2:0 (21:14, 21:8)                             | 84:42        | 1            | Hu Yun       | 2:0 (21:10, 21:13) | Lee Chong Wei | 0:2 (9:21, 15:21) | ausgeschieden | ausgeschieden | ausgeschieden | ausgeschieden | 5             |
| Lee Sheng-mu Tsai Chia-hsin | Doppel     | Lee Yong-dae Yoo Yeon-seong Wladimir Iwanow Iwan Sosonow Matthew Chau Sawan Serasinghe | 1:2 (21:18, 13:21, 18:21) 0:2 (11:21, 20:22) 2:0 (21:14, 21:19) | 125:136      | 3            | –            | –                  | ausgeschieden | ausgeschieden     | ausgeschieden | ausgeschieden | ausgeschieden | ausgeschieden | ausgeschieden |

### Bogenschießen
| Athleten                                 | Wettbewerb | Qualifikation | Qualifikation | 1. Runde                                  | 1. Runde                                  | 2. Runde            | 2. Runde           | Achtelfinale   | Achtelfinale  | Viertelfinale | Viertelfinale      | Halbfinale    | Halbfinale    | Finale        | Finale        | Rang   |
| Athleten                                 | Wettbewerb | Ringe         | Rang          | Gegner                                    | Ergebnis                                  | Gegner              | Ergebnis           | Gegner         | Ergebnis      | Gegner        | Ergebnis           | Gegner        | Ergebnis      | Gegner        | Ergebnis      | Rang   |
| ---------------------------------------- | ---------- | ------------- | ------------- | ----------------------------------------- | ----------------------------------------- | ------------------- | ------------------ | -------------- | ------------- | ------------- | ------------------ | ------------- | ------------- | ------------- | ------------- | ------ |
| Frauen                                   |            |               |               |                                           |                                           |                     |                    |                |               |               |                    |               |               |               |               |        |
| Lei Chien-ying                           | Einzel     | 625           | 33            | Adriana Martín                            | 6-2 (107:104)                             | Choi Mi-sun         | 2-6 (110:113)      | ausgeschieden  | ausgeschieden | ausgeschieden | ausgeschieden      | ausgeschieden | ausgeschieden | ausgeschieden | ausgeschieden | 17     |
| Lin Shih-chia                            | Einzel     | 651           | 9             | Reem Mansour                              | 6-0 (79:55)                               | Bombayla Devi       | 2-6 (110:113)      | ausgeschieden  | ausgeschieden | ausgeschieden | ausgeschieden      | ausgeschieden | ausgeschieden | ausgeschieden | ausgeschieden | 17     |
| Tan Ya-ting                              | Einzel     | 656           | 4             | Georcy Thiffeault Picard                  | 7-1 (109:102)                             | Anastassija Pawlowa | 6-0 (85:78)        | Deepika Kumari | 6-0 (87:80)   | Lisa Unruh    | 5-6 (SO) (133:134) | ausgeschieden | ausgeschieden | ausgeschieden | ausgeschieden | 5      |
| Lei Chien-ying Lin Shih-chia Tan Ya-ting | Mannschaft | 1932          | 4             | direkt qualifiziert für das Viertelfinale | direkt qualifiziert für das Viertelfinale | –                   | –                  | –              | –             | Mexiko        | 5-4 (SO) (237:235) | Südkorea      | 4-5 (SO)      | Italien       | 5-3           | Bronze |
| Männer                                   |            |               |               |                                           |                                           |                     |                    |                |               |               |                    |               |               |               |               |        |
| Kao Hao-wen                              | Einzel     | 661           | 30            | Antonio Fernández                         | 0-6 (72:83)                               | ausgeschieden       | ausgeschieden      | ausgeschieden  | ausgeschieden | ausgeschieden | ausgeschieden      | ausgeschieden | ausgeschieden | ausgeschieden | ausgeschieden | 33     |
| Wei Chun-heng                            | Einzel     | 679           | 9             | Robert Elder                              | 6-0 (85:75)                               | Witthaya Thamwong   | 5-6 (SO) (136:133) | ausgeschieden  | ausgeschieden | ausgeschieden | ausgeschieden      | ausgeschieden | ausgeschieden | ausgeschieden | ausgeschieden | 17     |
| Yu Guan-lin                              | Einzel     | 655           | 39            | Bård Nesteng                              | 5-6 (SO) (131:129)                        | ausgeschieden       | ausgeschieden      | ausgeschieden  | ausgeschieden | ausgeschieden | ausgeschieden      | ausgeschieden | ausgeschieden | ausgeschieden | ausgeschieden | 33     |
| Kao Hao-wen Wei Chun-heng Yu Guan-lin    | Mannschaft | 1995          | 7             | Indonesien                                | 2:6 (214:220)                             | –                   | –                  | –              | –             | ausgeschieden | ausgeschieden      | ausgeschieden | ausgeschieden | ausgeschieden | ausgeschieden | 9      |

### Boxen
| Athleten       | Wettbewerb              | 1. Runde      | 1. Runde | Achtelfinale         | Achtelfinale  | Viertelfinale | Viertelfinale | Halbfinale    | Halbfinale    | Finale        | Finale        | Rang          |
| Athleten       | Wettbewerb              | Gegner        | Ergebnis | Gegner               | Ergebnis      | Gegner        | Ergebnis      | Gegner        | Ergebnis      | Gegner        | Ergebnis      | Rang          |
| -------------- | ----------------------- | ------------- | -------- | -------------------- | ------------- | ------------- | ------------- | ------------- | ------------- | ------------- | ------------- | ------------- |
| Frauen         |                         |               |          |                      |               |               |               |               |               |               |               |               |
| Chen Nien-chin | Mittelgewicht bis 75 kg | –             | –        | Jaroslawa Jakuschina | 0:3           | ausgeschieden | ausgeschieden | ausgeschieden | ausgeschieden | ausgeschieden | ausgeschieden | ausgeschieden |
| Männer         |                         |               |          |                      |               |               |               |               |               |               |               |               |
| Lai Chu-en     | Leichtgewicht bis 60 kg | Enrico Lacruz | 1:2      | ausgeschieden        | ausgeschieden | ausgeschieden | ausgeschieden | ausgeschieden | ausgeschieden | ausgeschieden | ausgeschieden | ausgeschieden |

### Gewichtheben
| Athleten        | Wettbewerb         | Reißen  | Reißen | Stoßen        | Stoßen        | Zweikampf     | Zweikampf     | Rang          |
| Athleten        | Wettbewerb         | Gewicht | Rang   | Gewicht       | Rang          | Gewicht       | Rang          | Rang          |
| --------------- | ------------------ | ------- | ------ | ------------- | ------------- | ------------- | ------------- | ------------- |
| Frauen          |                    |         |        |               |               |               |               |               |
| Chen Wei-ling   | Klasse bis 48 kg   | 81 kg   | 7      | 100 kg        | 6             | 181 kg        | 7             | 7             |
| Hsu Shu-ching   | Klasse bis 53 kg   | 100 kg  | 2      | 112 kg        | 1             | 212 kg        | 1             | Gold          |
| Kuo Hsing-chun  | Klasse bis 58 kg   | 102 kg  | 3      | 129 kg        | 3             | 231 kg        | 3             | Bronze        |
| Männer          |                    |         |        |               |               |               |               |               |
| Tan Chi-chung   | Klasse bis 56 kg   | 110 kg  | 14     | 138 kg        | 11            | 248 kg        | 12            | 12            |
| Pan Chien-hung  | Klasse bis 69 kg   | 136 kg  | 19     | 160 kg        | 18            | 296 kg        | 18            | 18            |
| Chen Shih-chieh | Klasse über 105 kg | 185 kg  | 10     | nicht beendet | nicht beendet | nicht beendet | nicht beendet | nicht beendet |

### Golf
| Athleten        | Runde 1 | Runde 2 | Runde 3       | Runde 4       | Gesamt        | Par           | Rang          |
| --------------- | ------- | ------- | ------------- | ------------- | ------------- | ------------- | ------------- |
| Frauen          |         |         |               |               |               |               |               |
| Candie Kung     | 67      | 68      | 76            | 75            | 286           | +2            | T31           |
| Teresa Lu       | 70      | 67      | 73            | 70            | 280           | −4            | T16           |
| Männer          |         |         |               |               |               |               |               |
| Lin Wen-tang    | 77      | 77      | nicht beendet | nicht beendet | nicht beendet | nicht beendet | nicht beendet |
| Pan Cheng-tsung | 69      | 69      | 71            | 74            | 283           | −1            | T30           |

### Judo
| Athleten       | Wettbewerb | 1. Runde     | 1. Runde    | 2. Runde      | 2. Runde      | Viertelfinale | Viertelfinale | Halbfinale / Trostrunde | Halbfinale / Trostrunde | Finale / Platz 3 | Finale / Platz 3 | Rang |
| Athleten       | Wettbewerb | Gegner       | Ergebnis    | Gegner        | Ergebnis      | Gegner        | Ergebnis      | Gegner                  | Ergebnis                | Gegner           | Ergebnis         | Rang |
| -------------- | ---------- | ------------ | ----------- | ------------- | ------------- | ------------- | ------------- | ----------------------- | ----------------------- | ---------------- | ---------------- | ---- |
| Frauen         |            |              |             |               |               |               |               |                         |                         |                  |                  |      |
| Lien Chen-ling | bis 57 kg  | A. Podolak   | 100s0:000s0 | M. Malloy     | 000s0:000s2   | C. Căprioriu  | 000s0:100s0   | H. Karakas              | 001s2:000s1             | K. Matsumoto     | 000s0:001s1      | 5    |
| Männer         |            |              |             |               |               |               |               |                         |                         |                  |                  |      |
| Tsai Ming-yen  | bis 60 kg  | J. Gertschew | 000s2:110s2 | ausgeschieden | ausgeschieden | ausgeschieden | ausgeschieden | ausgeschieden           | ausgeschieden           | ausgeschieden    | ausgeschieden    | 17   |

### Leichtathletik
Laufen und Gehen 
| Athleten       | Wettbewerb   | Runde 1 | Runde 1 | Halbfinale    | Halbfinale    | Finale        | Finale        | Rang |
| Athleten       | Wettbewerb   | Zeit    | Rang    | Zeit          | Rang          | Zeit          | Rang          | Rang |
| -------------- | ------------ | ------- | ------- | ------------- | ------------- | ------------- | ------------- | ---- |
| Frauen         |              |         |         |               |               |               |               |      |
| Chen Yu-hsuan  | Marathon     | –       | –       | –             | –             | 3:09:13 h     | 127           | 127  |
| Hsieh Chien-ho | Marathon     | –       | –       | –             | –             | 2:54:18 h     | 113           | 113  |
| Männer         |              |         |         |               |               |               |               |      |
| Ho Chin-ping   | Marathon     | –       | –       | –             | –             | 2:26:00 h     | 100           | 100  |
| Chen Chieh     | 400 m Hürden | 50,65 s | 41      | ausgeschieden | ausgeschieden | ausgeschieden | ausgeschieden | 41   |

 Springen und Werfen 
| Athleten          | Wettbewerb | Qualifikation | Qualifikation | Finale        | Finale        | Rang |
| Athleten          | Wettbewerb | Weite/Höhe    | Rang          | Weite/Höhe    | Rang          | Rang |
| ----------------- | ---------- | ------------- | ------------- | ------------- | ------------- | ---- |
| Männer            |            |               |               |               |               |      |
| Hsiang Chun-hsien | Hochsprung | 2,17 m        | 35            | ausgeschieden | ausgeschieden | 35   |
| Huang Shih-feng   | Speerwurf  | 74,33 m       | 16            | ausgeschieden | ausgeschieden | 16   |

### Radsport

#### Bahn
Omnium
| Frauen       |    |    |    |   |    |    |   |    |    |    |    |      |    |    |
| Hsiao Mei Yu | 13 | 16 | 18 | 6 | 13 | 16 | 7 | 28 | 12 | 18 | 18 | - 20 | 64 | 17 |

#### Straße
| Athleten        | Wettbewerb    | Zeit          | Rang          |
| --------------- | ------------- | ------------- | ------------- |
| Frauen          |               |               |               |
| Huang Ting-ying | Straßenrennen | nicht beendet | nicht beendet |

### Reiten
| Springen                    |            |                  |               |               |              |              |      |
| Athleten                    | Wettbewerb | Strafpunkte      | Strafpunkte   | Strafpunkte   | Strafpunkte  | Strafpunkte  | Rang |
| Athleten                    | Wettbewerb | 1. Qualifikation | Nationenpreis | Nationenpreis | Einzelfinale | Einzelfinale | Rang |
| Athleten                    | Wettbewerb | 1. Qualifikation | 1. Umlauf     | 2. Umlauf     | 1. Umlauf    | 2. Umlauf    | Rang |
| Isheau Wong mit Zadarijke V | Einzel     | (47)             | –             | –             | –            | –            | 68   |

### Ringen
| Athleten        | Wettbewerb       | 1. Runde                 | 1. Runde | Achtelfinale  | Achtelfinale  | Viertelfinale | Viertelfinale | Halbfinale    | Halbfinale    | Hoffnungsrunde Viertelfinale | Hoffnungsrunde Viertelfinale | Hoffnungsrunde Halbfinale | Hoffnungsrunde Halbfinale | Hoffnungsrunde Finale | Hoffnungsrunde Finale | Finale        | Finale        | Rang |
| Athleten        | Wettbewerb       | Gegner                   | Ergebnis | Gegner        | Ergebnis      | Gegner        | Ergebnis      | Gegner        | Ergebnis      | Gegner                       | Ergebnis                     | Gegner                    | Ergebnis                  | Gegner                | Ergebnis              | Gegner        | Ergebnis      | Rang |
| --------------- | ---------------- | ------------------------ | -------- | ------------- | ------------- | ------------- | ------------- | ------------- | ------------- | ---------------------------- | ---------------------------- | ------------------------- | ------------------------- | --------------------- | --------------------- | ------------- | ------------- | ---- |
| Freistil Frauen |                  |                          |          |               |               |               |               |               |               |                              |                              |                           |                           |                       |                       |               |               |      |
| Chen Wen-ling   | Klasse bis 69 kg | Otschirbatyn Nasanburmaa | 0:5      | ausgeschieden | ausgeschieden | ausgeschieden | ausgeschieden | ausgeschieden | ausgeschieden | ausgeschieden                | ausgeschieden                | ausgeschieden             | ausgeschieden             | ausgeschieden         | ausgeschieden         | ausgeschieden | ausgeschieden | 15   |

### Rudern
| Athleten      | Wettbewerb | Vorlauf     | Vorlauf | Vorlauf       | Hoffnungslauf | Hoffnungslauf | Hoffnungslauf | Viertelfinale | Viertelfinale | Viertelfinale | Halbfinale  | Halbfinale | Halbfinale    | Finale      | Finale | Rang |
| Athleten      | Wettbewerb | Zeit        | Platz   | Qualifikation | Zeit          | Platz         | Qualifikation | Zeit          | Platz         | Qualifikation | Zeit        | Platz      | Qualifikation | Zeit        | Platz  | Rang |
| ------------- | ---------- | ----------- | ------- | ------------- | ------------- | ------------- | ------------- | ------------- | ------------- | ------------- | ----------- | ---------- | ------------- | ----------- | ------ | ---- |
| Frauen        |            |             |         |               |               |               |               |               |               |               |             |            |               |             |        |      |
| Huang Yi-ting | Einer      | 8:51,74 min | 4       | Hoffnungslauf | 8:01,27 min   | 3             | Halbfinale E  | –             | –             | –             | 8:38,21 min | 1          | E-Finale      | 8:34,53 min | 1      | 25   |

### Schießen
| Athleten     | Wettbewerb            | Qualifikation   | Qualifikation | Finale          | Finale        | Ringe/ Scheiben | Rang |
| Athleten     | Wettbewerb            | Ringe/ Scheiben | Rang          | Ringe/ Scheiben | Rang          | Ringe/ Scheiben | Rang |
| ------------ | --------------------- | --------------- | ------------- | --------------- | ------------- | --------------- | ---- |
| Frauen       |                       |                 |               |                 |               |                 |      |
| Wu Chia-ying | Luftpistole 10 Meter  | 380             | 19            | ausgeschieden   | ausgeschieden | 380             | 19   |
| Yu Ai-wen    | Luftpistole 10 Meter  | 378             | 31            | ausgeschieden   | ausgeschieden | 378             | 31   |
| Wu Chia-ying | Sportpistole 25 Meter | 572             | 27            | ausgeschieden   | ausgeschieden | 572             | 27   |
| Yu Ai-wen    | Sportpistole 25 Meter | 577             | 18            | ausgeschieden   | ausgeschieden | 577             | 18   |
| Lin Yi-chun  | Trap                  | 62              | 17            | ausgeschieden   | ausgeschieden | 62              | 17   |
| Männer       |                       |                 |               |                 |               |                 |      |
| Yang Kun-pi  | Trap                  | 110             | 25            | ausgeschieden   | ausgeschieden | 110             | 25   |

### Schwimmen
| Athleten      | Wettbewerb    | Vorlauf     | Vorlauf | Halbfinale    | Halbfinale    | Finale        | Finale        | Rang |
| Athleten      | Wettbewerb    | Zeit        | Rang    | Zeit          | Rang          | Zeit          | Rang          | Rang |
| ------------- | ------------- | ----------- | ------- | ------------- | ------------- | ------------- | ------------- | ---- |
| Frauen        |               |             |         |               |               |               |               |      |
| Lin Pei-wun   | 50 m Freistil | 26,41 s     | 49      | ausgeschieden | ausgeschieden | ausgeschieden | ausgeschieden | 49   |
| Männer        |               |             |         |               |               |               |               |      |
| Lee Hsuan-yen | 200 m Brust   | 2:14,84 min | 34      | ausgeschieden | ausgeschieden | ausgeschieden | ausgeschieden | 34   |

### Segeln
Fleet Race
| Athleten  | Wettbewerb      | Qualifikation | Qualifikation | Medal Race    | Medal Race    | Punkte | Rang |
| Athleten  | Wettbewerb      | Punkte        | Rang          | Punkte        | Rang          | Punkte | Rang |
| --------- | --------------- | ------------- | ------------- | ------------- | ------------- | ------ | ---- |
| Männer    |                 |               |               |               |               |        |      |
| Chang Hao | Windsurfen RS:X | 346           | 32            | ausgeschieden | ausgeschieden | 346    | 32   |

### Taekwondo
| Athleten         | Wettbewerb       | Achtelfinale | Achtelfinale | Viertelfinale    | Viertelfinale | Hoffnungsrunde Halbfinale | Hoffnungsrunde Halbfinale | Halbfinale    | Halbfinale    | Hoffnungsrunde Finale | Hoffnungsrunde Finale | Finale        | Finale        | Rang          |
| Athleten         | Wettbewerb       | Gegner       | Ergebnis     | Gegner           | Ergebnis      | Gegner                    | Ergebnis                  | Gegner        | Ergebnis      | Gegner                | Ergebnis              | Gegner        | Ergebnis      | Rang          |
| ---------------- | ---------------- | ------------ | ------------ | ---------------- | ------------- | ------------------------- | ------------------------- | ------------- | ------------- | --------------------- | --------------------- | ------------- | ------------- | ------------- |
| Frauen           |                  |              |              |                  |               |                           |                           |               |               |                       |                       |               |               |               |
| Huang Huai-hsuan | Klasse bis 49 kg | Wu Jingyu    | 1:10         | ausgeschieden    | ausgeschieden | ausgeschieden             | ausgeschieden             | ausgeschieden | ausgeschieden | ausgeschieden         | ausgeschieden         | ausgeschieden | ausgeschieden | ausgeschieden |
| Chuang Chia-chia | Klasse bis 67 kg | Cansel Deniz | 16:2         | Oh Hye-ri        | 9:21          | Melissa Pagnotta          | 4:1                       | ausgeschieden | ausgeschieden | Nur Tatar             | 3:7                   | ausgeschieden | ausgeschieden | 5             |
| Männer           |                  |              |              |                  |               |                           |                           |               |               |                       |                       |               |               |               |
| Liu Wei-ting     | Klasse bis 80 kg | Aaron Cook   | 14:2         | Oussama Oueslati | 0:1           | ausgeschieden             | ausgeschieden             | ausgeschieden | ausgeschieden | ausgeschieden         | ausgeschieden         | ausgeschieden | ausgeschieden | ausgeschieden |

### Tennis
| Athleten                     | Wettbewerb | 1. Runde                            | 1. Runde      | 2. Runde      | 2. Runde      | Achtelfinale                 | Achtelfinale  | Viertelfinale                   | Viertelfinale | Halbfinale    | Halbfinale    | Finale        | Finale        |
| Athleten                     | Wettbewerb | Gegner                              | Ergebnis      | Gegner        | Ergebnis      | Gegner                       | Ergebnis      | Gegner                          | Ergebnis      | Gegner        | Ergebnis      | Gegner        | Ergebnis      |
| ---------------------------- | ---------- | ----------------------------------- | ------------- | ------------- | ------------- | ---------------------------- | ------------- | ------------------------------- | ------------- | ------------- | ------------- | ------------- | ------------- |
| Frauen                       |            |                                     |               |               |               |                              |               |                                 |               |               |               |               |               |
| Chan Hao-ching Chan Yung-jan | Doppel     | Irina-Camelia Begu Monica Niculescu | 5:7, 6:4, 6:3 | –             | –             | Johanna Konta Heather Watson | 3:6, 6:0, 6:4 | Timea Bacsinszky Martina Hingis | 3:6, 0:6      | ausgeschieden | ausgeschieden | ausgeschieden | ausgeschieden |
| Männer                       |            |                                     |               |               |               |                              |               |                                 |               |               |               |               |               |
| Lu Yen-hsun                  | Einzel     | Paolo Lorenzi                       | 6:3, 3:6, 4:6 | ausgeschieden | ausgeschieden | ausgeschieden                | ausgeschieden | ausgeschieden                   | ausgeschieden | ausgeschieden | ausgeschieden | ausgeschieden | ausgeschieden |

### Tischtennis
| Athleten                                         | Wettbewerb | 1. Runde    | 1. Runde | 2. Runde              | 2. Runde | 3. Runde              | 3. Runde | Achtelfinale  | Achtelfinale  | Viertelfinale | Viertelfinale | Halbfinale    | Halbfinale    | Finale        | Finale        | Rang          |
| Athleten                                         | Wettbewerb | Gegner      | Ergebnis | Gegner                | Ergebnis | Gegner                | Ergebnis | Gegner        | Ergebnis      | Gegner        | Ergebnis      | Gegner        | Ergebnis      | Gegner        | Ergebnis      | Rang          |
| ------------------------------------------------ | ---------- | ----------- | -------- | --------------------- | -------- | --------------------- | -------- | ------------- | ------------- | ------------- | ------------- | ------------- | ------------- | ------------- | ------------- | ------------- |
| Frauen                                           |            |             |          |                       |          |                       |          |               |               |               |               |               |               |               |               |               |
| Chen Szu-yu                                      | Einzel     | Freilos     | Freilos  | Aljaksandra Prywalawa | 4:2      | Melek Hu              | 4:0      | Kim Song-i    | 2:4           | ausgeschieden | ausgeschieden | ausgeschieden | ausgeschieden | ausgeschieden | ausgeschieden | ausgeschieden |
| Cheng I-ching                                    | Einzel     | Freilos     | Freilos  | Freilos               | Freilos  | Wiktoryja Paulowitsch | 4:3      | Suh Hyo-won   | 4:3           | Li Xiaoxia    | 0:4           | ausgeschieden | ausgeschieden | ausgeschieden | ausgeschieden | ausgeschieden |
| Chen Szu-yu Cheng I-ching Huang Yi-hua           | Mannschaft | Hongkong    | 1:3      | –                     | –        | –                     | –        | –             | –             | ausgeschieden | ausgeschieden | ausgeschieden | ausgeschieden | ausgeschieden | ausgeschieden | ausgeschieden |
| Männer                                           |            |             |          |                       |          |                       |          |               |               |               |               |               |               |               |               |               |
| Chen Chien-an                                    | Einzel     | Freilos     | Freilos  | He Zhiwen             | 4:2      | Zhang Jike            | 0:4      | ausgeschieden | ausgeschieden | ausgeschieden | ausgeschieden | ausgeschieden | ausgeschieden | ausgeschieden | ausgeschieden | ausgeschieden |
| Chuang Chih-yuan                                 | Einzel     | Freilos     | Freilos  | Freilos               | Freilos  | Quadri Aruna          | 0:4      | ausgeschieden | ausgeschieden | ausgeschieden | ausgeschieden | ausgeschieden | ausgeschieden | ausgeschieden | ausgeschieden | ausgeschieden |
| Chen Chien-an Chiang Hung-chieh Chuang Chih-yuan | Mannschaft | Deutschland | 1:3      | –                     | –        | –                     | –        | –             | –             | ausgeschieden | ausgeschieden | ausgeschieden | ausgeschieden | ausgeschieden | ausgeschieden | ausgeschieden |

### Turnen

#### Gerätturnen
| Athleten     | Wettbewerb    | Qualifikation | Qualifikation | Finale        | Finale        | Rang |
| Athleten     | Wettbewerb    | Punkte        | Rang          | Punkte        | Rang          | Rang |
| ------------ | ------------- | ------------- | ------------- | ------------- | ------------- | ---- |
| Männer       |               |               |               |               |               |      |
| Lee Chih-kai | Pauschenpferd | 14,266        | 31            | ausgeschieden | ausgeschieden | 31   |